# システム通信隊群
システム通信隊群（システムつうしんたいぐん、英称：Communications Command）とは、海上自衛隊市ヶ谷地区に所在する防衛大臣直轄部隊の一つであり、システム通信隊群司令は1等海佐（一）をもって充てられている。かつての名称は中央通信隊群（Central Communication Command）。

## 任務
海上幕僚監部及び同基地内に所在する部隊等のための通信組織の構成・維持・運営及び海上自衛隊の指揮通信中枢として海上自衛隊の通信運営に関する統制を担っているほか、陸上自衛隊・航空自衛隊の指揮通信中枢であるシステム通信団・航空システム通信隊、更に共同の部隊である自衛隊サイバー防衛隊と連携し防衛中枢の通信基盤の維持管理を行っている。

## 沿革
- 1955年（昭和30年）5月1日：東京通信隊（越中島）が新編。各地方隊隷下に横須賀通信隊、呉通信隊、佐世保通信隊、舞鶴通信隊、大湊通信隊が新編。
- 1968年（昭和43年）3月16日：中央通信隊群（市ヶ谷）が新編。

※新編時の編成（司令部、東京通信隊、移動通信隊、気象通信隊、通信作業隊）
- 1978年（昭和53年）7月1日：気象通信隊、通信作業隊を廃止。通信保全業務隊及び船越通信保全業務分遣隊を新編。
- 2002年（平成14年）3月22日：通信隊群の部隊改編。

1. 中央通信隊群を廃止し、システム通信隊群を新編。
2. 東京通信隊を廃止し、中央システム通信隊を新編。
3. 横須賀、呉、佐世保、舞鶴、大湊各地方隊隷下の通信隊を横須賀、呉、佐世保、舞鶴、大湊システム通信隊に改編し、システム通信隊群隷下に編入。
4. 通信保全業務隊及び船越通信保全業務分遣隊を廃止し、保全監査隊及び船越保全監査分遣隊を新編し、システム通信隊群隷下に編入。
5. 厚木、館山、下総、岩国、大村、鹿屋、那覇、八戸の各航空基地の航空基地隊航空通信隊をシステム通信分遣隊に改編し、所在警備区内（横須賀、呉、佐世保、大湊）のシステム通信隊に編入。

- 2026年（令和8年）3月：情報作戦集団(仮称)隷下のサイバー防護群(仮称)への改編に伴い廃止予定[3][4]

## 部隊編成
特記ないものは市ヶ谷地区に所在している。
- システム通信隊群司令部
- 中央システム通信隊
  - えびの送信所（宮崎県えびの市）
  - 市原送信所（千葉県市原市）
  - 飯岡受信所（千葉県旭市）
- 横須賀システム通信隊（横須賀基地）
  - 厚木システム通信分遣隊（厚木航空基地）
  - 下総システム通信分遣隊（下総航空基地）
  - 館山システム通信分遣隊（館山航空基地）
- 佐世保システム通信隊（佐世保基地）
  - 大村システム通信分遣隊（大村航空基地）
  - 鹿屋システム通信分遣隊（鹿屋航空基地）
  - 那覇システム通信分遣隊（那覇航空基地）
- 呉システム通信隊（呉基地）
  - 岩国システム通信分遣隊（岩国航空基地）
- 舞鶴システム通信隊（舞鶴基地）
- 大湊システム通信隊（大湊基地）
  - 八戸システム通信分遣隊（八戸航空基地）
- 移動通信隊（下総航空基地）：固定回線のバックアップ（詳細は野外通信部隊を参照のこと）
- 保全監査隊：陸自通信保全監査隊・サイバー防護隊相当の任務
  - 船越保全監査分遣隊（横須賀基地船越地区）

## 主要幹部
| 官職名                 | 階級    | 氏名     | 補職発令日     | 前職                                              |
| ---------------------- | ------- | -------- | -------------- | ------------------------------------------------- |
| システム通信隊群司令   | 1等海佐 | 澁谷芳洋 | 2025年08月01日 | 海上幕僚監部指揮通信情報部指揮通信課長            |
| 首席幕僚               | 1等海佐 | 熊取谷行 | 2024年03月31日 | 海上幕僚監部指揮通信情報部指揮通信課 情報保証班長 |
| 中央システム通信隊司令 | 1等海佐 | 今野卓   | 2024年06月20日 | 第2護衛隊司令                                     |
| 保全監査隊司令         | 1等海佐 | 水本匡   | 2023年03月12日 | 自衛艦隊司令部指揮通信主任幕僚                    |

| 代                   | 氏名             | 在職期間                | 出身校・期          | 前職                                                                  | 後職                                        | 備考                 |
| 中央通信隊群司令     | 中央通信隊群司令 | 中央通信隊群司令        | 中央通信隊群司令    | 中央通信隊群司令                                                      | 中央通信隊群司令                            | 中央通信隊群司令     |
| -------------------- | ---------------- | ----------------------- | ------------------- | --------------------------------------------------------------------- | ------------------------------------------- | -------------------- |
| 01                   | 古山勝也         | 1968.3.16 - 1970.6.15   | 海兵64期            | 東京通信隊司令                                                        | 海上幕僚監部付 →1970.7.1 退職               | 海将補               |
| 02                   | 阿曽沼広郷       | 1970.6.16 - 1973.6.30   | 海兵67期            | 佐世保地方総監部幕僚長                                                | 退職                                        | 海将補               |
| 03                   | 橋本一郎         | 1973.7.1 - 1976.3.31    | 海兵71期            | 実用実験隊司令                                                        | 海上幕僚監部付 →1976.9.1 退職               | 1973.12.1 海将補昇任 |
| 04                   | 佐藤秀一         | 1976.4.1 - 1978.3.15    | 海兵72期            | 海上自衛隊少年術科学校長                                              | 海上幕僚監部付 →1978.6.5 退職               | 海将補               |
| 05                   | 宇佐美潔         | 1978.3.16 - 1980.6.30   | 海兵74期            | 函館基地隊司令                                                        | 海上幕僚監部付 →1980.12.5 退職              | 1978.6.5 海将補昇任  |
| 06                   | 大河義人         | 1980.7.1 - 1982.6.1     | 海兵75期            | 東京通信隊司令                                                        | 海上幕僚監部付 →1982.7.1 退職               | 海将補               |
| 07                   | 松本正幸         | 1982.6.2 - 1984.12.16   | 商船大・ 6期幹候    | 海上幕僚監部調査部通信課長                                            | 第3護衛隊群司令                             | 1984.7.1 海将補昇任  |
| 08                   | 武内秀郎         | 1984.12.17 - 1986.12.4  | 早大・ 9期幹候      | 海上幕僚監部調査部通信課長                                            | 海上自衛隊幹部学校教育部長                  |                      |
| 09                   | 農塚開志         | 1986.12.5 - 1988.4.1    | 海保大3期・ 8期幹候 | 小月教育航空群司令                                                    | 退職（海将補昇任）                          |                      |
| 10                   | 山長真一         | 1988.4.2 - 1991.7.31    | 防大3期             | 東京通信隊司令                                                        | 退職（海将補昇任）                          |                      |
| 11                   | 東 達三          | 1991.8.1 - 1992.12.14   | 防大5期             | 海上自衛隊幹部学校教育部長                                            | 退職（海将補昇任）                          |                      |
| 12                   | 井野和雄         | 1992.12.15 - 1995.3.31  | 防大7期             | 函館基地隊司令                                                        | 退職（海将補昇任）                          |                      |
| 13                   | 石井正顕         | 1995.4.1 - 1996.12.1    | 防大8期             | 海上自衛隊第1術科学校副校長                                           | 退職（海将補昇任）                          |                      |
| 14                   | 津村明邦         | 1996.12.2 - 1998.3.31   | 防大9期             | 第2潜水隊群司令                                                       | 退職（海将補昇任）                          |                      |
| 15                   | 小田倉光伸       | 1998.4.1 - 1999.8.1     | 防大10期            | 海上自衛隊幹部学校教育部長                                            | 退職（海将補昇任）                          |                      |
| 16                   | 藤田泰夫         | 1999.8.2 - 2001.9.19    | 防大12期            | 第1潜水隊群司令                                                       | 退職（海将補昇任）                          |                      |
| 17                   | 西 昇            | 2001.9.20 - 2002.3.21   | 防大14期            | 第64護衛隊司令                                                        | システム通信隊群司令                        |                      |
| システム通信隊群司令 |                  |                         |                     |                                                                       |                                             |                      |
| 01                   | 西 昇            | 2002.3.22 - 2003.7.31   | 防大14期            | 中央通信隊群司令                                                      | 退職（海将補昇任）                          |                      |
| 02                   | 平山孝雄         | 2003.8.1 - 2006.8.3     | 防大17期            | 自衛艦隊司令部作戦主任幕僚                                            | 退職（海将補昇任）                          |                      |
| 03                   | 島田正登         | 2006.8.4 - 2008.7.31    | 防大22期            | 海上自衛隊幹部候補生学校副校長                                        | 情報業務群司令                              |                      |
| 04                   | 早野禎祐         | 2008.8.1 - 2011.4.14    | 防大22期            | 艦艇開発隊司令                                                        | 退職（海将補昇任）                          |                      |
| 05                   | 髙橋 均          | 2011.4.15 - 2013.12.10  | 防大24期            | 海上幕僚監部指揮通信情報部 指揮通信課長                               | 退職（海将補昇任）                          |                      |
| 06                   | 山本克也         | 2013.12.11 - 2015.11.30 | 防大26期            | システム通信隊群司令部                                                | 退職（海将補昇任）                          |                      |
| 07                   | 岩澤 努          | 2015.12.1 - 2017.12.19  | 防大31期            | 統合幕僚監部指揮通信システム部 指揮通信システム企画課長               | 海上訓練指導隊群司令                        |                      |
| 08                   | 山本喜清         | 2017.12.20 - 2019.12.1  | 防大30期            | 自衛艦隊司令部作戦主任幕僚                                            | 退職（海将補昇任）                          |                      |
| 09                   | 黒田全彦         | 2019.12.2 - 2022.3.29   | 防大34期            | 自衛艦隊司令部情報主任幕僚                                            | 情報本部情報官                              |                      |
| 10                   | 近藤 匡          | 2022.3.30 - 2023.7.30   | 防大37期            | 海上幕僚監部指揮通信情報部 指揮通信課長                               | 横須賀地方総監部防衛部長                    |                      |
| 11                   | 内藤 亮          | 2023.7.31 - 2025.7.31   | 防大42期            | 統合幕僚監部指揮通信システム部 指揮通信システム企画課サイバー企画室長 | 防衛装備庁長官官房艦船設計官 （海将補昇任） |                      |
| 12                   | 澁谷芳洋         | 2025.8.1 -              |                     | 海上幕僚監部指揮通信情報部 指揮通信課長                               |                                             |                      |